# 運転時隔
運転時隔（うんてんじかく、英語: train headway）とは、鉄道で同一路線で同一方向へ運転される列車同士の時間的な間隔のことである。

## 概要
列車同士の間隔は、距離間隔と時間間隔の2つの観点から見ることができる。距離間隔は、安全のための制約として一定以上を確保する必要があり、一般の鉄道においては閉塞の仕組みによって実現されている。時間間隔は、この距離間隔の制約を満たした上で、車両の走行性能などによって実現可能なある一定以上のものとなる。
この項目では、運転時隔の考え方と実例について説明する。

## 運転時隔曲線

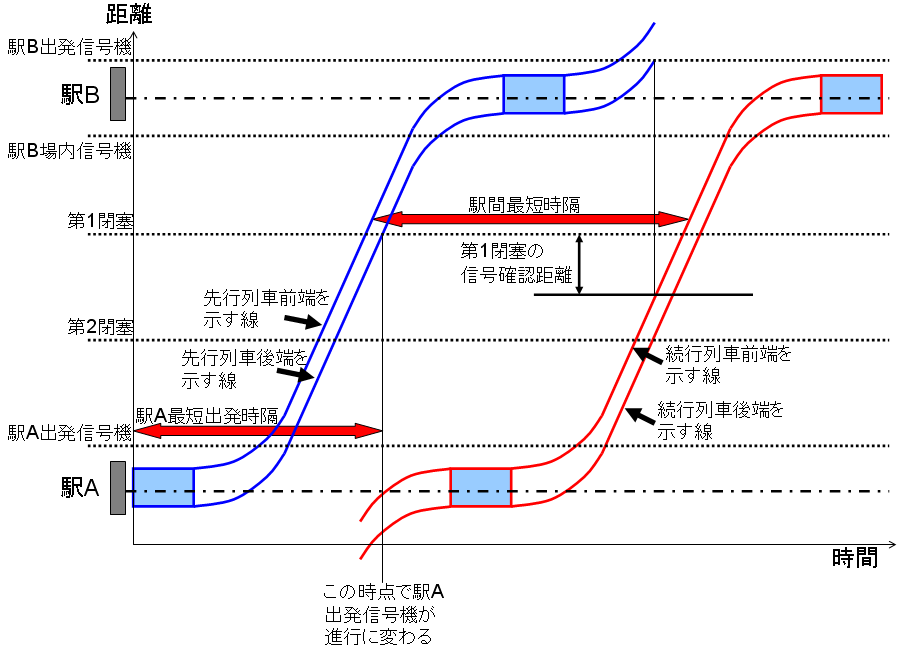
運転時隔曲線

運転時隔を考えるために、運転時隔曲線が用いられる。通常、列車の運行を考える時には、列車を質点とみなしてある一点の動きを考えることが多いが、運転時隔曲線においては列車の前端と後端を明示して描く。右図に示した例では、駅Aと駅Bの間を運行する2本の列車についての運転時隔を検討している。この2本の列車はどちらも駅A・駅Bの両方に停車する。この間には閉塞信号機が2つあり、これらの信号機は三位式の信号機であるものとする。つまり、列車Aの後端が第1閉塞信号機の位置を通り過ぎれば、駅A出発信号機が進行になる。縦軸が距離で、横軸が時間を表す。
青い線で示したものが先行列車で、赤い線で示したものが続行列車である。2本の同じ色の線は、それぞれ列車の前端と後端を示している。この曲線は、列車の加速度や減速度などを考慮して引いたもので、運転曲線の一種である。薄い青で着色されている領域は駅に停車している時間と占有領域を示している。閉塞の考え方に基づくと、列車の後端が閉塞信号機の位置（閉塞境界）を通り過ぎた時点で、2つ手前の閉塞信号機が進行になる。この例では、「この時点で駅A出発信号機が進行に変わる」と書かれている縦線の時刻で、先行列車後端が第1閉塞信号機を通過し、駅Aの出発信号機が進行になる。この時点で続行列車は駅Aを出発することができ、この位置までの横線の長さから駅Aの最短出発時隔を求めることができる。
一方、先行列車が駅Bを出発して、その後端が駅Bの出発信号機を通過した時点で、その2つ手前に位置する第1閉塞信号機が進行に変わる。この時点で続行列車は第1閉塞信号機を通過することができるが、それまで第1閉塞信号機は進行ではなかったため、続行列車が第1閉塞信号機直前まで接近していた場合はそれに合わせて減速していなければならないことになる。続行列車が減速せずに通常通りの運転ができるためには、第1閉塞信号機が見えた時点で既に進行になっていなければならない。このことから、続行列車が速度制限を受けずにもっとも先行列車に接近して走行できるのは、第1閉塞信号機が進行に変わった時点でその信号確認距離だけ手前にいる状態となる。このことから、図に示したように駅間最短時隔が求められる。
こうした運転時隔曲線は、信号機の位置を実際の配置に応じて様々に変えて、また駅を通過する場合、追い抜きをする場合、終着駅で折り返す場合など、局面を変えながら描かれて、個別の事例における最短の運転時隔を求めるために使われている。

## 様々な時隔

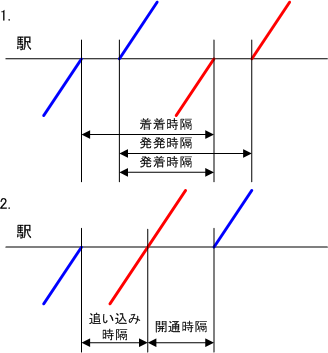
時隔の例

列車同士の関係には様々なものが考えられる。右図に2例を示す。図の1.では、先行列車も続行列車も駅に停車し、追い抜きなどは行われていない。この場合、先行列車の到着から続行列車の到着までの時隔を着着時隔という。同様に発発時隔、発着時隔などがある。この例で、続行列車が駅を通過する場合では、着通時隔、発通時隔などと表現される。実際の鉄道においては、この例における発着時隔は普通鉄道で2分から3分、新幹線で2分から4分程度である。
一方図の2.では、駅に停車中に続行列車が通過で追い抜いていく例を示している。この場合も着通時隔、通発時隔などというが、このような例では特に、着通時隔のことを追い込み時隔、通発時隔のことを開通時隔と呼んでいる。実際の鉄道においては、普通鉄道の追い込み時隔・開通時隔は共には1分から2分、新幹線の追い込み時隔は1分から3分、開通時隔は1分から2分程度である。
この他、折り返し駅において出発列車と到着列車の間で平面交差支障が発生する場合に、交差支障に関する発着時隔がある。交差支障時の発着時隔は、普通鉄道で2分から4分、新幹線で4分から5分程度である。
以上で示した実際の時隔の値は代表的なものであり、これより短い時隔を実現している例もある。

## 運転時隔を決定する要素
運転時隔を決定する要素としては、運転側の要因によるものと、設備側の要因によるものがある。列車を増発するために運転時隔を短縮する時には、これらを検討して改善を図っていくことになる。

### 運転側の要因
運転側の要因としては、車両の性能とダイヤの設定などが挙げられる。車両の加速度と減速度は、高い方が時隔を短縮できる。また駅間の最高速度も高い方が時隔を短縮できる。曲線などによる速度制限も影響する。列車の全長は、短い方が速く閉塞区間を抜けることができて時隔を短縮できる。ダイヤの設定面では、駅の停車時間を短くすると時隔を短縮できる。なお、駅の停車時間と時隔との関係については、相互発着を行うことでかなり改善できる。これは部分的に設備側の要因を含んでいる。

### 設備側の要因
設備側の要因としては、主に信号関係がある。閉塞区間の長さを短くして、より細かく分割するようにすると、続行列車に対する進行現示が早く出せるようになって時隔を短縮できる。駅間の中間付近よりも駅付近の方が時隔の制約が厳しいので、閉塞区間も主に駅付近を短くすることで効果を上げられる。このために駅構内で場内信号機と出発信号機の間をさらに閉塞区間に分割することがある。閉塞区間を短くすると、次の信号機の現示に合わせて列車を減速させるのが間に合わなくなることがあるので、信号機の現示段階を細かくして減速の段階を増やす対策が採られる。さらに、ATSのような保安装置の動作も時隔に影響するため、ATS-Pのような新型の装置に更新すると時隔を短縮できることがある。
また、運転士が信号機を確認してから行動を取れるまで3秒程度掛かる。転轍機の転換には5秒程度の時間が掛かる。条件を満たしてから信号機が実際に変わるまでは1秒程度の時間が掛かる。これらの時間も影響している。